# Suiza en los Juegos Olímpicos de Lake Placid 1932
Suiza estuvo representada en los Juegos Olímpicos de Lake Placid 1932 por un total de 7 deportistas que compitieron en 3 deportes.  

## Medallistas
El equipo olímpico suizo obtuvo las siguientes medallas:
| Nombre                     | Deporte   | Competición |
| -------------------------- | --------- | ----------- |
| Oro                        |           |             |
| —                          |           |             |
| Plata                      |           |             |
| Reto Capadrutt Oscar Geier | Bobsleigh | Doble M     |
| Bronce                     |           |             |
| —                          |           |             |